# カテプシンK
カテプシンK（略称CTSK）は 、CTSK遺伝子によってエンコードされているシステインプロテアーゼ。

## 機能
カテプシンKは、カテプシンB、L、Sなどと同様、リソソームに局在するシステインプロテアーゼの１つである。
手塚らにより、ウサギ破骨細胞に特異的に発現する遺伝子の１つとしてOC-2がクローニングされ、本遺伝子が新規システインプロテアーゼをコードする可能性が示された。その後、ヒトにおけるOC-2相同遺伝子もクローニングされ、データベース検索の結果、本遺伝子が、カテプシンLやカテプシンSと中程度の相同性を示す新規システインプロテアーゼをコードすることが明らかとなった。本遺伝子のクローニングに関しては、複数の研究グループがほぼ同時期に論文報告を行い、カテプシンK、カテプシンO2、カテプシンXといった名称が提唱されたが、最終的にカテプシンKが正式名称として採用されることになった。なお、このKは、クローニングに携わった、久米川、小久保、（手塚）建一といった主要メンバーのイニシャルに含まれるKに由来する。
破骨細胞において産生されたカテプシンKは、骨表面に面した波状縁から骨表面へ向けて分泌され、主要骨基質成分であるⅠ型コラーゲンを強力に分解にすることにより、骨吸収に関わる。なお、破骨細胞にはカテプシンB、L、Sの発現も認められるが、その程度はカテプシンKに比べてきわめて低い。

## 臨床的意義
カテプシンKは濃化異骨症の原因遺伝子であることが明らかにされた。フランスの画家アンリ・ド・トゥールーズ＝ロートレックは本疾患を患っていたとされ、骨の形成不全のため、特異な風貌と繰り返す骨折を余儀なくされ、36歳でその生涯を終えている。また、カテプシンK遺伝子欠損マウスは骨硬化症様の表現系を呈することも報告された。
これらの研究成果により、実際に生体においてもカテプシンKが破骨細胞による骨吸収に関与することが示されたため、有望な新規骨粗鬆症治療薬として、多くの製薬企業がカテプシンK特異的阻害剤の開発を手掛けた。その中で、メルクが開発したオダナカティブについては、第3相臨床試験の結果が良好ということで、近い将来に上市される可能性が高い。